# 河東南路
河东南路，金朝时设置的路。
金朝将宋朝的河东路分为河东北路、河东南路，河东南路治所在平阳府（今山西省临汾市），辖境包括今山西省中阳县、灵石县、昔阳县以南，河南省武陟县以西的黄河以北。
下辖平阳府（山西临汾市）、河中府（山西永济县）、隰州（山西隰县）、吉州（山西吉县）、绛州（山西新绛县）、解州（山西运城市西南）、泽州（山西晋城市）、潞州（山西长治市）、辽州（山西左权县）、沁州（山西沁县）、怀州（河南沁阳市）、孟州（河南孟州市）。元朝废除。

## 长官
金朝
关于金朝的河东南路兵马都总管兼平阳尹，参见平阳府